# القبع (السبرة)

تعديل مصدري - تعديل

القبع محلة تابعة لقرية القرضي، التابعة لعزلة مطاية بمديرية السبرة إحدى مديريات محافظة إب في الجمهورية اليمنية.، بلغ تعداد سكانها 152 حسب تعداد اليمن لعام 2004.